# Alina Armas
Alina Armas (ur. 10 grudnia 1983) – namibijska lekkoatletka, biegaczka długodystansowa.

## Osiągnięcia
| Rok  | Impreza                             | Miejsce        | Konkurencja     | Lokata      | Wynik   |
| ---- | ----------------------------------- | -------------- | --------------- | ----------- | ------- |
| 2013 | Mistrzostwa świata                  | Moskwa         | bieg maratoński | 25. miejsce | 2:45:09 |
| 2015 | Światowe wojskowe igrzyska sportowe | Mungyeong      | bieg maratoński | 4. miejsce  | 2:33:09 |
| 2016 | Igrzyska olimpijskie                | Rio de Janeiro | bieg maratoński | 75. miejsce | 2:44:20 |
| 2022 | Igrzyska Wspólnoty Narodów          | Birmingham     | bieg maratoński | 7. miejsce  | 2:33:30 |
| 2023 | Mistrzostwa świata                  | Budapeszt      | bieg maratoński | 49. miejsce | 2:40:49 |

## Rekordy życiowe
- Bieg maratoński – 2:33:09 (2015)